# Dom van Regensburg
De Dom van Regensburg (Duits: Dom St. Peter) is de bekendste kerk van Regensburg en de kathedraal van het bisdom Regensburg. De kerk behoort tot de belangrijkste gotische kerken in Zuid-Duitsland en is de enige gotische kathedraal in Beieren. De bouw begon in 1273 en werd pas in 1872 voltooid. De dom is ook bekend als thuisbasis van de Regensburger Domspatzen, een van de oudste jongenskoren ter wereld.

## Bouwgeschiedenis
De huidige kathedraal werd gebouwd als opvolger van een romaanse voorganger. De eerste vermelding van een aan Sint-Petrus gewijde domkerk in Regensburg dateert uit 792, ruim vijftig jaar nadat Bonifatius het bisdom in 739 had gesticht. De romaanse domkerk viel in 1273 ten prooi aan de vlammen, waarna iets westelijker een nieuwe kerk werd gebouwd. Van de oorspronkelijke kerk bleef alleen de Eselsturm aan de noordzijde van de huidige kathedraal bewaard. Van de huidige kerk is de oostzijde het oudste. 
In de late middeleeuwen werd de bouw gestaakt, om pas in de negentiende eeuw hervat te worden. Uit die tijd dateren de spitsen op de beide 105 meter hoge westtorens, die op initiatief van de Beierse koning Lodewijk I na 1859 werden voltooid, en de dakruiter, die tussen 1870 en 1872 tot stand kwam.

## Exterieur
Het hoofdportaal van de dom met zijn heiligenbeelden is een triangelportaal (naar de plattegrond ervan) en dateert uit het einde van de 14de eeuw. De restauratie ervan werd in 2006 ter gelegenheid van het bezoek van de (Beierse) paus voltooid.  Aan de zuidkant van de kathedraal bevindt zich een 650 jaar oude, stenen "jodenzeug" (Judensau), een antisemitische karikatuur, zoals die ook op andere middeleeuwse kerken te vinden zijn.

## Interieur
In het interieur bevindt zich bij de vier vieringszuilen een zogenaamde verkondigingsgroep, die zich oorspronkelijk in het koor bevond en waarvan de twee oudste beelden van omstreeks 1280 dateren, dus uit de oudste bouwperiode van de nieuwe kerk. Deze beelden, die Maria en de aartsengel Gabriël voorstellen, zijn gemaakt door de "Erminoldmeester", die deze naam draagt omdat hij ook de maker was van het grafmonument voor de invloedrijke 12de-eeuwse abt Erminold in een naburig klooster.
Het hoofdaltaar in het koor is vroeg classicistisch.  De zijaltaren hebben gotische beelden. De stenen preekstoel in het middenschip dateert uit 1482 en is in 1556/1557 door Petrus Canisius gebruikt.
De dom heeft waardevolle glas-in-loodramen, waarvan de oudste uit de 13de eeuw dateren en de jongste uit 1988.

## Afmetingen
| Lengte binnen      |  | 86,00 m |
| Breedte binnen     |  | 34,80 m |
| Hoogte middenschip |  | 32,00 m |
| Hoogte toren       |  | 105 m   |

## Klokken
| Nr. | Naam             | bouwjaar | Gieterij               | Doorsnede (mm) | Gewicht (kg) | Nominal | Toren |
| 1   | Grote Fürstin    | 1696     | Johann Schelchshorn    | 2030           | 4800         | g0      | Noord |
| 2   | Michaels-Klok    | 1961     | Glockengießerei Perner | 1890           | 4500         | a0      | Zuid  |
| 3   | Kleine Fürstin   | 1616     | Johann Schelchshorn    | 1800           | 3250         | h0      | Noord |
| 4   | Gebedsklok       | 1961     | Glockengießerei Perner | 1410           | 1550         | d1      | Noord |
| 5   | Agnus-Dei-Klok   | 1965     | Glockengießerei Perner | 1260           | 1151         | e1      | Zuid  |
| 6   | Arme-Seelen-Klok | 1961     | Glockengießerei Perner | 1050           | 626          | g1      | Zuid  |